# Rezo Films
Rezo Films est une société indépendante de production de cinéma française fondée en 1992 et active dans la production, la distribution et la vente internationale de films, de téléfilms et de vidéos.

## Historique
Rezo Films est créée en 1992 par Jean-Michel Rey, Philippe Liégeois et Nadia Lassoujade.
Rezo Films comporte trois départements, Rezo Films, Rezo Productions et Rezo World Sales.
Le 12 mars 2024, le tribunal de commerce de Paris prononce la liquidation judiciaire de la société de distribution en plan de continuation depuis 2015.